# Caesiumperxenat
Caesiumperxenat ist eine anorganische Verbindung aus der Gruppe der Perxenate.

## Herstellung
Caesiumperxenat kann durch Salzmetathese auf einer Ionentauscher-Säule aus Natriumperxenat hergestellt werden.